# Walter Peitgen

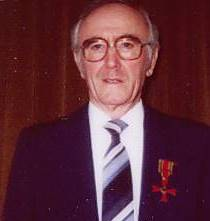
Walter Peitgen

Walter Peitgen (* 15. März 1915 in Distelkamp; † 8. Mai 1990 in Bruch bei Nümbrecht) war ein deutscher Lokalpolitiker.
Peitgen lebte ab 1950 in Bruch bei Nümbrecht im Oberbergischen Kreis. Er war Geschäftsführer der Elektrizitätsgenossenschaft Malzhagen, ab 1961 Ratsmitglied für die FDP und von 1972 bis 1984 Bürgermeister der Gemeinde Nümbrecht.
Im Jahre 1986 wurde ihm das Bundesverdienstkreuz 1. Klasse verliehen. In Erinnerung an das Wirken Walter Peitgens benannte die Gemeinde Nümbrecht im Ortsteil Bruch eine Straße nach ihm.
Peitgen ist der Vater des Mathematikers Heinz-Otto Peitgen.
| Personendaten    | Personendaten            |
| ---------------- | ------------------------ |
| NAME             | Peitgen, Walter          |
| KURZBESCHREIBUNG | deutscher Lokalpolitiker |
| GEBURTSDATUM     | 15. März 1915            |
| GEBURTSORT       | Distelkamp               |
| STERBEDATUM      | 8. Mai 1990              |
| STERBEORT        | Bruch bei Nümbrecht      |